# Nationaal park Tuart Forest
Nationaal park Tuart Forest is een nationaal park in de regio South West in West-Australië. Het ligt 183 kilometer ten zuiden van Perth en 24 kilometer ten noorden van Busselton. Het bestaat voornamelijk uit de laatste rest bos met Eucalyptus gomphocephala (tuart).

## Geschiedenis
De Nyungah Aborigines van de Wardandi-dialectgroep waren de oorspronkelijke bewoners van de streek. Er zijn zes geregistreerde locaties in het park die van mythologisch of historisch belang zijn of waar artefacten zijn gevonden.
In de jaren 1830 arriveerden de eerste kolonisten in de streek. Ze rooiden de tuartbossen op de kustvlakte om met het zeer hoogwaardige hout huizen te bouwen of het te exporteren, en om landbouwgrond te creëren. Er ontstonden twee nederzettingen in het gebied: Ludlow en Wonnerup Siding. Er werden spoorwegen met houten spoorstaven aangelegd waarover wagons met boomstammen door paarden werden getrokken. De aanwezigheid van kalksteen leidde tot de bouw van steenovens. De ruïnes van deze ovens bevinden zich nog in het park.
Op het einde van de 19e eeuw begon men stilaan in te zien dat de tuartbossen vrijwel vernietigd waren. In 1896 werd James Ednie Brown benoemd tot Conservator of Forests. Er werd naar alternatieven gezocht zoals het aanplanten van naaldhoutbossen om het verder rooien van de tuartbossen tegen te gaan. Brown stierf in 1899 en zijn post bleef 16 jaar vacant. In 1904 werd een koninklijke commissie opgericht die tot de conclusie kwam dat tuarthout zeer waardevol was, andere West-Australische hardhoutsoorten in kwaliteit overtrof maar dat het beste tuarthout ondertussen verdwenen was. In 1910 werd Charles Lane-Poole aangeduid om iets aan de situatie te doen. Hij werd in 1916 tot Conservator of Forests benoemd.
In 1918 werd 'The Forest Act' aangenomen. Als gevolg van deze wet werd Ludlow State Forest No. 2 opgericht, een van de eerste staatsbossen, om de resterende tuartbomen te beschermen. Lane-Poole richtte in 1921 de eerste bosbouwschool van West-Australië op in de Ludlownederzetting. De school zou zes jaar bestaan en 21 mensen opleiden, waaronder Dick Perry. Ten noorden van de nederzetting zijn nog resten van een houten smalspoor zichtbaar dat van 1921 tot 1928 diende om tuartbomen naar de houtzaagmolen van Wonnerup te vervoeren. In het zuidelijk deel van het park liggen restanten van de Ballaratspoorweg die op 23 december 1871 door gouverneur Weld was geopend, een van de eerste spoorwegen in West-Australië.
Dick Perry besteedde een groot deel van zijn carrière aan het onderzoeken en verbeteren van de opbrengsten van naaldhout door het af te stemmen op het plaatselijke klimaat en de bodem. Er werden 23 soorten van over de hele wereld aangeplant. De Montereyden en zeeden gaven het beste resultaat. De bosbouw ondervond gevolgen van de crisis van de jaren 30 maar tegen 1939 besloegen de plantages ongeveer 5.000 hectare. Tijdens de Tweede Wereldoorlog lag alles stil maar tegen het einde ervan groeide de vraag naar naaldhout en werden de molens van Ludlow terug opgestart. Het gebruik van naaldhout in plaats van loofhout in de bouw werd uiteindelijk algemeen aanvaard. In 1955 werd een nieuwe molen gebouwd in Ludlow. Deze zou in bedrijf blijven tot 1974. In 1987 werd het nationaal park opgericht.

## Flora en fauna
Het park ligt in de internationale biodiversiteitshotspot South West Botanical Province.

### Flora
In het park en haar omgeving werden onder meer volgende zeldzame of bedreigde planten waargenomen:
- Verticordia plumosa var. vassensis (ernstig bedreigd - lokaal endemisch)
- Schoenus benthamii
- Cardamine paucijuga
- Trichocline sp. Treeton
- Blennospora doliiformis
- Chamaescilla gibsonii
- Eryngium sp. Ferox
- Schoenus natans
- Montia australasica
- Isopogon formosus ssp. dasylepis (lokaal endemisch)
- Verticordia attenuata (lokaal endemisch)
- Angianthus drummondii
- Eryngium pinnatifidum subsp. palustrems
- Meionectes tenuifolia
- Lasiopetalum membranaceum
- Myriophyllum echinatum
- Synaphea hians

- Stylidium longitubum
- Aponogeton hexatepalus
- Chamelaucium sp. Yoongarillup (lokaal endemisch)
- Caladenia speciosa
- Eucalyptus rudis ssp. cratyantha
- Stylidium striatum
- Thysanotus glaucus
- Ornduffia submersa
- Isolepis oldfieldiana
- Astartea zephyra (lokaal endemisch)
- Eucalyptus cornuta
- Eucalyptus gomphocephala
- Cheilanthes austrotenuifolia (relict)
- Homalosciadium homalocarpum (relict)
- Leptoceras menziesii (relict)
- Pilularia novae-hollandiae (relict)

### Fauna
In het park en haar omgeving leven onder meer volgende zeldzame of bedreigde soorten:
- amfibieën
  - Pseudophryne guentheri
  - Heleioporus eyrei
  - Litoria moorei
  - tjilpende kikker
  - Litoria adelaidensis
  - Heleioporus inornatus
- vogels
  - langsnavelraafkaketoe (bedreigd)
  - dunsnavelraafkaketoe (bedreigd)
- vissen
  - Atherinosoma
  - Bostockia porosa
  - Galaxias occidentalis
  - Nannoperca vittata
- zoogdieren
  - Isoodon obesulus fusciventer
  - tafa (gevoelig)
  - Australische beverrat
  - Falsistrellus mackenziei (gevoelig)
  - Pseudocheirus occidentalis (kritiek)
- reptielen
  - Acritoscincus trilineatum
  - Egernia napoleonis
  - Hemiergis quadrilineata
  - Morethia lineoocellata

## Geografie
Het park ligt ongeveer 5 tot 10 meter boven de zeespiegel, aan het zuidelijke uiteinde van de Swan-kustvlakte (Engels: Swan Coastal Plain) waar dit over het Perth-bekken (Engels: Perth Basin) ligt.
Er stromen twee rivieren door het park: de zwaar door de mens aangepaste rivieren Abba en Ludlow.
Van de totale oppervlakte van het park ligt 15% in een zone die beschermd wordt onder de Conventie van Ramsar.

## Klimaat
Het park kent een mediterraan klimaat met milde warme zomers en koele natte winters. De gemiddelde temperatuur is 29,2 °C 's zomers en 17,1 °C 's winters. De gemiddelde jaarlijkse hoeveelheid neerslag bedroeg de voorbije 170 jaar 811 mm maar is de laatste 30 jaar gedaald naar 749 mm.

## Attracties
Er zijn twee picknickplaatsen in het park: Membenup en Layman.
Aan Layman vertrekt de possem night spotlighting trail, een anderhalve kilometer lang bewegwijzerd wandelpad met informatiepanelen waarlangs men 's nachts de zeldzame Pseudocheirus occidentalis en de meer voorkomende echte koesoes kan waarnemen.